# Гнилицький заказник
Гнилицький — гідрологічний заказник місцевого значення. Об'єкт розташований на території Великобурлуцької селищної громади Куп'янського району Харківської області, на околиці села Гнилиця Перша.
Площа — 175,8 га, статус отриманий у 1999 році.
Охороняється балково-долинна мережа у місці формування витоку річки Гнилиця, з ділянками водно-болотної, лучної, частково степової та лісової рослинності.